# Emarginula japonica
Emarginula japonica is een slakkensoort uit de familie van de Fissurellidae. De wetenschappelijke naam van de soort is voor het eerst geldig gepubliceerd in 1863 door G. B. Sowerby II.